# أحماض النيكوتينيك
يعد حمض النيكوتينيك ومركبات أميد النيكوتيناميد المشتقة منه أكثر الأشكال شيوعا لفيتامين ب المسمى النياسين (فيتامين ب3).
بعيدًا عن الأهمية الغذائية لهذه المركبات، فإن تسمية «النيكوتينيك» قد تشير إلى عائلة واسعة من المركبات، وتشمل:
- أريكولين
- نيكوتيناميد
- نيكورانديل
- نيكيثاميد
- نيموديبين
- تريغونلين

| نياسين | نيموديبين | أريكولين | تريغونلين |
| ------ | --------- | -------- | --------- |
|        |           |          |           |

## طالع أيضًا
- حمض الآيزونيكونيك

## وصلات خارجية
- Nicotinic+Acids في المكتبة الوطنية الأمريكية للطب نظام فهرسة المواضيع الطبية (MeSH).

- https://web.archive.org/web/20160310174700/http://nicotinicacid.com/